# Consumo conspicuo

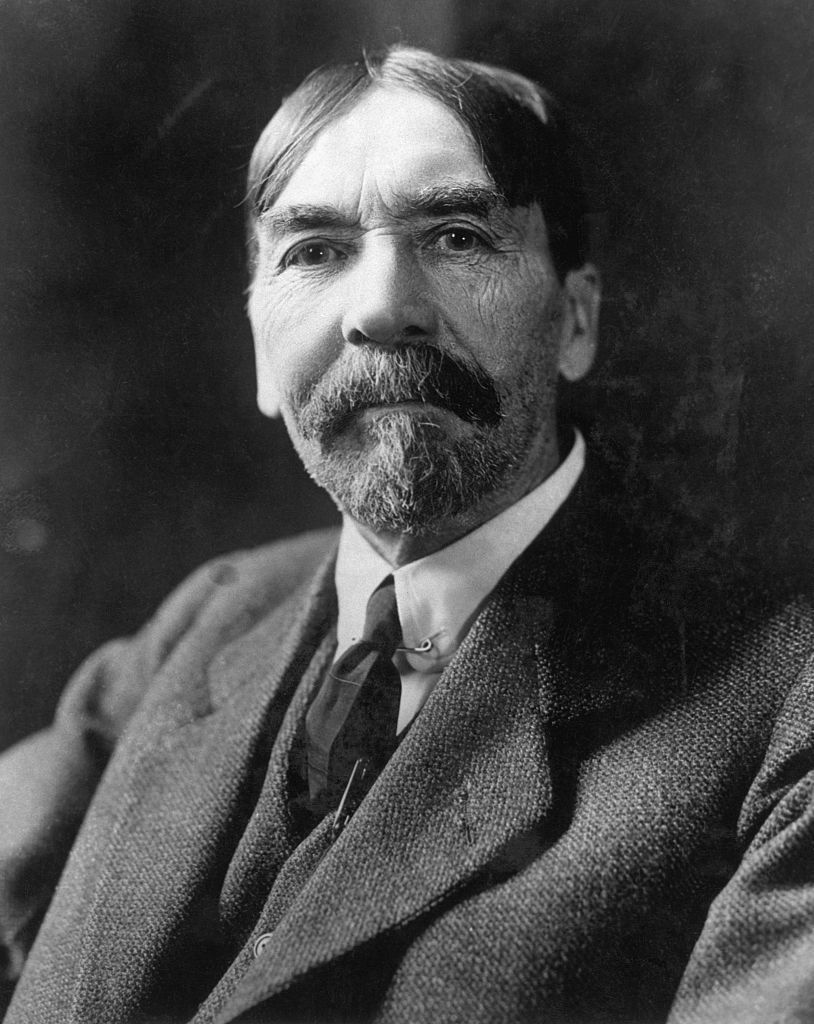
El sociólogo y economista Thorstein Veblen acuñó el término "consumo conspicuo" y fue pionero del movimiento de economía institucional.

En sociología y en economía, el término consumo conspicuo o consumo ostentoso u ostensible (en inglés: conspicuous consumption) describe y explica la práctica del consumidor de comprar y utilizar bienes de mayor calidad, precio o en mayor cantidad de lo práctico. En 1899, el sociólogo Thorstein Veblen acuñó el término consumo conspicuo para explicar el gasto de dinero y la adquisición de productos de lujo (bienes y servicios) específicamente como una exhibición pública del poder económico —los ingresos y la riqueza acumulada— del comprador. Para el consumidor conspicuo, la exhibición pública de ingresos discrecionales es un medio económico para alcanzar o mantener un determinado estatus social.
El desarrollo de la sociología del consumo conspicuo de Veblen también identificó y describió otros comportamientos económicos, como el consumo invidioso, que es el consumo ostentoso de bienes, una acción destinada a provocar la envidia de otras personas; y la compasión conspicua, el uso ostentoso de la caridad destinado a mejorar la reputación y el prestigio social del donante; por tanto, las prácticas socioeconómicas del consumismo derivan del consumo conspicuo.

## Historia y evolución
En The Theory of the Leisure Class: An Economic Study in the Evolution of Institutions (1899), Thorstein Veblen identificó, describió y explicó las características del comportamiento de la clase social de los nuevos ricos, surgida de la acumulación de capital durante la Segunda Revolución Industrial (1860-1914). En ese contexto social e histórico del siglo XIX, el término «consumo conspicuo» se aplicaba de forma restringida a los hombres, mujeres y familias de la clase alta que aplicaban su gran riqueza como medio de manifestar públicamente su poder y prestigio social, ya fueran reales o percibidos. La fuerza de la reputación de una persona está en relación directa con la cantidad de dinero que posee y exhibe; es decir, la base "de ganar y conservar un buen nombre, son el ocio y el consumo conspicuo".
En la década de 1920, economistas como Paul Nystrom propusieron que los cambios en el estilo de vida como resultado de la era industrial condujeron a la expansión masiva de la «emulación pecuniaria». Ese consumo conspicuo había inducido en la masa de la sociedad una "filosofía de la futilidad" que incrementaría el consumo de bienes y servicios como moda social; el consumo por el consumo.
En 1949, James Duesenberry propuso el «efecto demostración» y el «efecto bandwagon», según los cuales el consumo conspicuo de una persona depende psicológicamente del nivel real de gasto, pero también depende del grado de su gasto, cuando se compara con el gasto de otras personas y en relación con él. Que el consumidor conspicuo está motivado por la importancia que tiene, para él o para ella, la opinión de los grupos sociales y económicos de referencia para los que realiza el consumo conspicuo.

### Clase social y consumo
Veblen decía que el consumo conspicuo comprendía los comportamientos socioeconómicos practicados por la gente rica como actividades habituales y exclusivas de las personas con mucha renta disponible; sin embargo, una variación de la teoría de Veblen se presenta en los comportamientos de consumo conspicuo que son muy comunes a la clase media y a la clase trabajadora, independientemente de la raza y la etnia de la persona. Este comportamiento económico de la clase alta es especialmente común en sociedades con economías emergentes en las que el consumo conspicuo de bienes y servicios señala ostentosamente que el comprador salió de la pobreza y tiene algo que demostrar a la sociedad.
En The Millionaire Next Door: The Surprising Secrets of America's Wealthy (1996), Thomas J. Stanley y William D. Danko desarrollan la idea de la frugalidad conspicua, otra variación de la relación de clase social de Veblen con el consumo conspicuo. Los estadounidenses con un patrimonio neto de más de un millón de dólares suelen evitar el consumo conspicuo y tienden a practicar la frugalidad, como pagar al contado un coche usado en lugar de utilizar el crédito, para evitar la depreciación material y pagar intereses por un préstamo.

## Teoría del consumismo
Desde el siglo XIX, el consumo conspicuo explica la psicología que subyace a la economía de una sociedad de consumo y el aumento de los tipos de bienes y servicios que la gente considera necesarios para su vida en una economía desarrollada. Las interpretaciones y explicaciones del consumo conspicuo contemporáneo se presentan en Consumer Culture (1996) de Celia Lury, Consumer Culture and Modernity (1997) de Don Slater, Symbolic Exchange and Death (1998) de Jean Baudrillard, y Spent: Sex, Evolution, and the Secrets of Consumerism (2009), de Geoffrey Miller.
Por otra parte, D. Hebdige, en Hiding in the Light (1994), propone que el consumo conspicuo es una forma de mostrar una identidad personal, y una función consecuente de la publicidad, como se propone en Ads, Fads, and Consumer Culture (2000), de A. A. Berger. Cada interpretación variante y explicación complementaria se deriva de la proposición sociológica original de Veblen en The Theory of the Leisure Class: que el consumo conspicuo es un fin psicológico en sí mismo, del que el practicante (hombre, mujer, familia) deriva el honor de un estatus social superior.

## Materialismo y género
En An Examination of Materialism, Conspicuous Consumption and Gender Differences (2013), los investigadores Brenda Segal y Jeffrey S. Podoshen explicaron las grandes diferencias en el consumismo practicado por hombres y mujeres. Los datos sobre materialismo y compras impulsivas de 1.180 estadounidenses indican que los hombres tienen mayores puntuaciones en materialismo y consumo conspicuo; y que las mujeres tendían a comprar bienes y servicios por impulso; y ambos sexos eran igual de fieles a una determinada marca de bienes y servicios.

## Distinciones de tipo
El término «consumo conspicuo» denota el acto de comprar algo, especialmente algo caro, que no es necesario para la propia vida, de forma notoria. El académico Andrew Trigg (2001) lo definió como el comportamiento mediante el cual uno puede exhibir una gran riqueza, por medio del ocio: dedicar mucho tiempo a la práctica de actividades de ocio y gastar mucho dinero en consumir bienes y servicios de lujo.
La «compasión conspicua» es la práctica de donar públicamente grandes sumas de dinero a obras benéficas para aumentar el prestigio social del donante y se describe a veces como un tipo de consumo conspicuo. Este comportamiento ha sido reconocido desde hace tiempo y a veces atacado; por ejemplo, en la historia del Nuevo Testamento, en «la ofrenda de la viuda» se critica a las personas ricas que hacen grandes donaciones de forma ostentosa, mientras que alaba a las personas más pobres que hacen donaciones pequeñas pero comparativamente más difíciles en privado.
Entre las posibles motivaciones del consumo conspicuo se incluyen:
- Efecto demostración/bandwagon: En el libro Income, Saving and the Theory of Consumer Behavior (1949), James Duesenberry propuso que el consumo conspicuo de una persona depende psicológicamente no sólo del nivel real de gasto, sino también del grado de su gasto, en comparación con el gasto de otras personas. Así, el consumidor conspicuo está motivado por la importancia que tiene, para él o para ella, la opinión de los grupos de referencia sociales y económicos para los que se realizan las pautas de consumo conspicuo.[9][10]
- Ostentación agresiva: En un artículo publicado en 2006 en CBSNews.com, Dick Meyer afirmaba que el consumo conspicuo es una forma de enfado con la sociedad, una «ostentación agresiva» que constituye un comportamiento antisocial, surgido de la alienación social que sufren hombres, mujeres y familias que sienten que se han vuelto anónimos en y para sus sociedades. Este sentimiento de alienación se ve agravado por la decadencia de la ética comunitaria esencial para que una persona se sienta parte de toda la sociedad.[24]
- Vivienda y transporte: En Estados Unidos, la tendencia a construir casas más grandes de lo necesario para una familia nuclear comenzó en los años cincuenta. Décadas más tarde, en el año 2000, esa práctica de consumo conspicuo dio lugar a que la gente comprara casas que duplicaban el tamaño medio necesario para albergar cómodamente a una familia nuclear.[25] Las consecuencias negativas de comprar o construir una casa demasiado grande podrían incluir:
  - la pérdida o reducción del espacio recreativo doméstico de la familia: el patio trasero y el jardín delantero;
  - el gasto de los fondos de jubilación para pagar una casa demasiado grande;
  - tiempos de desplazamiento demasiado largos, de la casa al trabajo y viceversa, porque no se disponía del terreno necesario cerca de una ciudad.

Las casas sobredimensionadas facilitaban otras formas de consumo ostentoso, como un garaje sobredimensionado para los grandes vehículos de la familia o la compra de más ropa para llenar armarios más grandes. El consumo ostentoso se convierte en un ciclo autogenerado de gasto de dinero en aras del prestigio social. Análoga a la tendencia al consumo de casas de gran tamaño es la tendencia a comprar camionetas de gran tamaño, concretamente del tipo todoterreno (cf. station wagon/estate car), como una forma de consumo conspicuo psicológicamente reconfortante, porque esos vehículos grandes suelen comprarlos los habitantes de las ciudades, una familia nuclear urbana.
- Prestigio: En un artículo de 1999, Jacqueline Eastman, Ronald Goldsmith y Leisa Reinecke Flynn afirmaron que el «consumo de estatus» se basa en el consumo conspicuo; sin embargo, la literatura del marketing contemporáneo no establece significados definitivos para los términos «consumo de estatus» y «consumo conspicuo».[26][27] Además, A. O'Cass y H. Frost (2002) afirman que los sociólogos a menudo utilizaban incorrectamente los dos términos como intercambiables y equivalentes. En un estudio posterior, O'Cass y Frost determinaron que, como constructos sociológicos, los términos «consumo de estatus» (status consumption) y «consumo conspicuo» (conspicuous consumption) denotan comportamientos sociológicos diferentes.[28] Sobre las ambigüedades de denotación y connotación del término «consumo conspicuo», R. Mason (1984) considera que las teorías clásicas y generales de los procesos de decisión del consumidor no se acomodan fácilmente al constructo de «consumo conspicuo», porque la naturaleza de dichos comportamientos socioeconómicos varía según la clase social y el grupo económico estudiados.[29]
- Motivaciones: Paurav Shukla (2010) afirma que, aunque los investigadores de marketing y ventas reconocen la importancia del entorno social y psicológico del comprador, la definición del término «consumo dirigido por el estatus» (status-directed consumption) sigue siendo ambigua, porque el desarrollo de una teoría general exhaustiva requiere que los científicos sociales acepten dos supuestos fundamentales, que no suelen concordar. En primer lugar, aunque los elementos «racionales» (económicos) e «irracionales» (psicológicos) de la toma de decisiones del consumidor influyen a menudo en la decisión de una persona de comprar determinados bienes y servicios, los investigadores de marketing y ventas suelen considerar que el elemento racional domina en la decisión de una persona de comprar los bienes y servicios concretos. En segundo lugar, el consumidor percibe la utilidad del producto (los bienes, los servicios) como una consideración primordial a la hora de evaluar su utilidad, es decir, la razón para comprar el producto.[30] Estos supuestos, necesarios para desarrollar una teoría general de la selección y la compra de marcas, son problemáticos porque las teorías resultantes tienden a malinterpretar o ignorar el elemento «irracional» del comportamiento del comprador-consumidor, y porque el consumo conspicuo es un comportamiento predominantemente «psicológico» en cuanto a motivación y expresión.

## Ejemplos
El consumo conspicuo se ejemplifica con la compra de bienes diseñados exclusivamente para servir como símbolos de riqueza, como ropa de marcas de lujo, alta tecnología y vehículos.

### Moda de lujo
Los consumidores materialistas son propensos al consumo conspicuo de lujo. Los ingresos anuales globales de la industria de la moda de lujo fueron de 1,64 billones de euros en 2019. Es probable que la compra de bienes conspicuos se vea influida por los hábitos de gasto de los demás. Esta visión del consumo ostentoso de lujo se está incorporando a las plataformas de las redes sociales, lo que está influyendo en el comportamiento de los consumidores. Durante los periodos de recesión económica, los consumidores tienden a alejarse de los productos "logomaníacos" y, en su lugar, adquieren bienes de lujo que señalan la afluencia de forma más sutil.

## Críticas
En 1919, el periodista H. L. Mencken abordó las particularidades sociológicas y psicológicas de los comportamientos socioeconómicos que constituyen el consumo conspicuo, preguntándose: 
¿Disfruto de un baño decente porque sé que John Smith no puede permitírselo o porque me encanta estar limpio? ¿Admiro la Quinta Sinfonía de Beethoven porque es incomprensible para los congresistas y los metodistas, o porque realmente amo la música? ¿Prefiero el terrapin à la Maryland al hígado frito porque los labradores no tienen de otra o porque el terrapin es intrínsecamente una ración más encantadora? ¿Prefiero besar a una chica guapa a besar a una empleada doméstica, porque hasta un portero puede besar a una, o porque la chica guapa tiene mejor aspecto, huele mejor y besa mejor?

### Desigualdad y deuda
En The Theory of the Leisure Class (1899), Veblen afirmaba que «entre los motivos que llevan a los hombres a acumular riqueza, la primacía, tanto en alcance como en intensidad, sigue perteneciendo, por tanto, a este motivo de emulación pecuniaria de los ricos». En el estudio "Borrowing to Keep Up (with the Joneses): Inequality, Debt, and Conspicuous Consumption" (2020), Sheheryar Banuri y Ha Nguyen llegaron a tres conclusiones:
- El consumo tiende a aumentar cuando la compra y el uso de bienes y servicios son llamativos: el consumo indica estatus a otras personas.
- El consumo llamativo aumenta la frecuencia de los préstamos: Los pobres piden préstamos para poder competir en el consumo.
- La desigualdad económica se agrava con el acceso al crédito: los pobres piden dinero prestado para señalar estatus, lo que se convierte en un círculo vicioso.[35]

Las conclusiones de Banuri y Nguyen indican que el efecto cíclico de pedir dinero prestado para el consumo conspicuo conduce a la desigualdad económica y la perpetúa. Asimismo, se concluye con que los pobres imitan, intentan igualar y emulan los patrones de consumo de los ricos para aumentar su estatus social y, tal vez, ascender en la sociedad. Que tales comportamientos socioeconómicos, facilitados por el fácil acceso al crédito, generan volatilidad macroeconómica y apoyan el concepto de Veblen de emulación pecuniaria utilizada para financiar la posición social de una persona.
Otras investigaciones respaldan estos resultados y otros similares. Por ejemplo, se ha observado que la desigualdad de ingresos está asociada a tasas de ahorro reducidas. Uno de los mecanismos hipotéticos de esta relación son las «cascadas de gasto», según las cuales las normas de consumo son establecidas por los relativamente ricos, que tienen más ingresos y consumo en relación con los demás a medida que aumenta la desigualdad. Esta emulación de las normas de consumo de los relativamente ricos está respaldada por una amplia bibliografía.
Una complicación encontrada en la literatura macro es que el vínculo entre desigualdad y ahorro puede depender del contexto, en particular del grado de financiarización. Cuando el grado de financiarización es alto, la desigualdad tiende a reducir la tasa de ahorro nacional, ya que el efecto de emulación es más poderoso cuando la financiación está fácilmente disponible, pero puede producirse el efecto contrario cuando la financiarización es baja, ya que el efecto de emulación es débil y los ricos tienden a ahorrar más que los pobres. El efecto de la desigualdad sobre el ahorro también es positivo en Asia, donde la financiarización es menor. La relación también depende de la política económica y de las instituciones. Por ejemplo, la desigualdad parece reducir el ahorro en las "economías de mercado liberales", pero más bien reduce la demanda agregada en las "economías de mercado coordinadas".
En el caso de que la desigualdad reduzca el ahorro y aumente el apalancamiento y la tendencia a registrar grandes desequilibrios por cuenta corriente a través del mecanismo de cascada del gasto, esto se ha asociado a crisis económicas más frecuentes y/o graves.

## Soluciones
En el caso del consumo conspicuo, los impuestos sobre los bienes de lujo disminuyen el gasto social en bienes de alto estatus, al hacerlos más caros que los bienes no suntuarios. En este sentido, los impuestos sobre el lujo pueden considerarse como un impuesto pigouviano corrector de los fallos del mercado: con una aparente pérdida de peso muerto negativa, estos impuestos son un mecanismo más eficaz para aumentar los ingresos que los impuestos "distorsionadores" sobre el trabajo o el capital. Un impuesto al lujo aplicado a bienes y servicios de consumo conspicuo es un tipo de impuesto progresivo sobre las ventas que corrige, al menos parcialmente, la externalidad negativa asociada al consumo conspicuo de bienes posicionales. En Utility from Accumulation (2009), Louis Kaplow afirma que los bienes ejercen una función de utilidad social objetiva, es decir, el hombre rico y la mujer rica atesoran bienes materiales, porque el atesoramiento, en sí mismo, funciona como un bien de estatus que establece su posición socioeconómica dentro de la sociedad. Cuando la utilidad se deriva directamente de la acumulación de bienes, disminuye la pérdida de peso muerto asociada a los impuestos de herencias y aumenta su tipo óptimo.

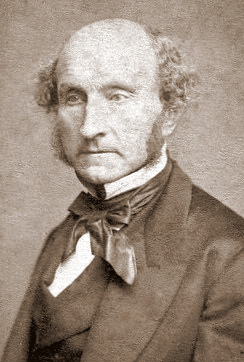
En el siglo XIX, el filósofo John Stuart Mill recomendó establecer impuestos a la práctica del consumo conspicuo.

En lugar de los impuestos sobre el lujo, el economista Robert H. Frank propuso la aplicación de un impuesto progresivo sobre el consumo; en un artículo del New York Times de 1998, John Tierney afirmaba que, como remedio para el malestar social y psicológico que supone el consumo conspicuo, el impuesto sobre la renta de las personas físicas debería sustituirse por un impuesto progresivo sobre la suma anual de ingresos discrecionales gastados en el consumo conspicuo de bienes y servicios. Otra opción es la redistribución de la riqueza, ya sea mediante una política de rentas, por ejemplo, los esfuerzos conscientes para promover la compresión salarial bajo variantes de corporativismo social como el modelo Rehn-Meidner y/o mediante alguna mezcla de fiscalidad progresiva y políticas de transferencia, y provisión de bienes públicos. Cuando los individuos se preocupan por su renta o consumo relativos en comparación con sus iguales, se eleva el grado óptimo de provisión de bienes públicos y de progresividad del sistema fiscal. Dado que la actividad de consumo conspicuo, en sí misma, es una forma de bien superior, la disminución de la desigualdad de la distribución de la renta mediante una política igualitaria reduce el consumo conspicuo de bienes y servicios posicionales. En Wealth and Welfare (1912), el economista A. C. Pigou afirmaba que la redistribución de la riqueza podría dar lugar a grandes ganancias de bienestar social:
Ahora bien, es probable que el papel desempeñado por la renta comparativa, a diferencia de la absoluta, sea pequeño en el caso de las rentas que sólo alcanzan para cubrir las necesidades y las comodidades primarias de la vida, pero que sea grande en el caso de las rentas elevadas. En otras palabras, una mayor proporción de la satisfacción que proporcionan los ingresos de los ricos procede de su cuantía relativa, más que de su cuantía absoluta. Esta parte no se destruirá si disminuyen conjuntamente las rentas de todos los ricos. Por lo tanto, la pérdida de bienestar económico sufrida por los ricos cuando el control de los recursos se transfiere de ellos a los pobres será sustancialmente menor en relación con la ganancia de bienestar económico de los pobres de lo que sugiere la ley de la utilidad decreciente.
Los argumentos económicos a favor de la tributación de los bienes de lujo posicionales tienen una larga historia; a mediados del siglo XIX, en Principles of Political Economy with some of their Applications to Social Philosophy (1848), John Stuart Mill dijo:
Rechazo todo ascetismo, y de ninguna manera deseo que se desaliente, ya sea por ley o por opinión, cualquier indulgencia que se busque por una inclinación genuina a disfrutar de la cosa en sí; pero una gran parte de los gastos de las clases altas y medias en la mayoría de los países... no se incurre en ellos por el placer que proporcionan las cosas en las que se gasta el dinero, sino por consideración a la opinión y por la idea de que se esperan de ellos ciertos gastos, como un apéndice de la posición social; y no puedo dejar de pensar que este tipo de gastos es un objeto muy deseable de los impuestos. Si los impuestos lo desalientan, se hace algún bien, y si no, ningún mal; porque en la medida en que se cobran impuestos sobre cosas que se desean y poseen por motivos de este tipo, nadie es peor por ello. Cuando una cosa no se compra por su utilidad, sino por su precio, lo barato no es una recomendación.
En el caso de que el consumo conspicuo medie entre la desigualdad y el endeudamiento insostenible, una respuesta política sugerida es una regulación financiera más estricta.
El "no consumo ostentoso" es una expresión utilizada para describir la elección consciente de no consumir con la intención de enviar señales sociales deliberadas.

## Lectura adicional
- Wikcionario en inglés tiene definiciones y otra información sobre conspicuous consumption.
- Edición electrónica libre de 1899 por Thorstein Veblen en el Proyecto Gutenberg (en inglés)

- Thorstein Veblen: Conspicuous Consumption, 1902(en inglés), por la Universidad Fordham "Modern History Sourcebook".
- The Good Life: An International Perspective (en inglés), artículo corto por Amitai Etzioni.

- Datos: Q1360134